# Tchibanga
Tchibanga – miasto leżące w południowej części Gabonu, stolica prowincji Nyanga, nad rzeką Nyanga. W roku 2005 liczyło 19 365 mieszkańców.
Miasto posiada lotnisko, jest też ośrodkiem handlowym dla regionu. W pobliżu miasta znajduje się wodospad Ivera.
Tchibanga leży przy drodze N6, łączącej Gabon z Demokratyczną Republiką Konga. W mieście znaleźli schronienie uchodźcy z tego kraju.